# Karsten Nowrot
Karsten Nowrot (* 19. November 1971 in Kiel) ist ein deutscher Jurist und Hochschullehrer.

## Leben
Nowrot studierte Rechtswissenschaft an Universitäten in Deutschland, dem Vereinigten Königreich und den USA. Ab 2001 arbeitete er als wissenschaftlicher Mitarbeiter an der Martin-Luther-Universität Halle-Wittenberg, wo er 2005 promoviert wurde zum Dr. iur. und sich 2012 habilitierte. Seit 2012 ist er als Professor am Fachbereich Sozialökonomie der Universität Hamburg beschäftigt und lehrt er seit 2013 als Professor (W2) für Öffentliches Wirtschaftsrecht mit Schwerpunkt Europäisches und internationales Wirtschaftsrecht. Überdies war er als Gastwissenschaftler an Universitäten in China, Japan, der Russischen Föderation und Südkorea tätig. Er forscht und publiziert hauptsächlich in den Bereichen des Völkerrechts, des Internationalen Wirtschaftsrechts und des Verfassungsrechts.

## Schriften (Auswahl)
- Verfassungsrechtlicher Eigentumsschutz von Internet-Domains. Halle (Saale) 2002, ISBN 3-86010-664-3.
- Liberalisierung der Wasserversorgung in der WTO-Rechtsordnung. Die Verwirklichung des Menschenrechts auf Wasser als Aufgabe einer transnationalen Verantwortungsgemeinschaft. Halle (Saale) 2003, ISBN 3-86010-686-4.
- Die UN-norms on the responsibility of transnational corporations and other business enterprises with regard to human rights. Gelungener Beitrag zur transnationalen Rechtsverwirklichung oder das Ende des global compact?. Halle (Saale) 2003, ISBN 3-86010-706-2.
- Normative Ordnungsstruktur und private Wirkungsmacht. Konsequenzen der Beteiligung transnationaler Unternehmen an den Rechtssetzungsprozessen im internationalen Wirtschaftssystem. Berlin 2006, ISBN 3-8305-1139-6.